# 布羅什尼夫
48°58′53″N 24°11′41″E / 48.98139°N 24.19472°E
布羅什尼夫（烏克蘭語：Брошнів），是烏克蘭西部的村莊，隸屬伊萬諾-弗蘭科夫斯克州的卡盧什區。該村始建於1615年，面積5.44平方公里，2001年人口1,100，人口密度每平方公里202.2人。